# Mari (llengua)
El mari (mari: марий йылме, rus марийский язык), antigament conegut en rus com a txeremís (rus черемисы, черемисский язык), és una llengua de la família finoúgrica afí a les llengües pèrmiques (komi i udmurt) i a les parles mordovianes, que té estatut d'oficialitat a la República de Mari-El, a la Federació Russa. Compta amb més de 600.539 parlants.

## Etnònim
El mot mari ve de la seva pròpia autodesignació марий (mari), que pot haver estat manllevada del terme indoari *mar- (< PIE *mer-) 'home, mortal'. L'antiga denominació russa txeremís (rus: черемисы, черемисский язык) també apareix en formes medievals com a черемись, сармыс, цармис; tàtar: Çirmeş / Чирмеш; txuvaix: Çармăс); arran de la revolució russa la designació d'aquest poble en rus passà a basar-se en el nom genuí d'aquest poble.

## Situació lingüística
Molts maris viuen en àrees rurals i només un 25% d'ells viu a les ciutats. A la capital de Mari-El, Ioixkar-Olà, els maris són un 23%. A finals dels 1980 (cens de 1989) els maris eren 670.868, dels quals 80% declaraven el mari com a llengua materna. A Mari-El, l'11,6% afirmaven que el mari no era la seva llengua materna. Un informe de l'Institut de Recerca Mari afirma que més del 3/4 dels maris considera la seva llengua com el tret més important de la seva identitat, seguit per la cultura tradicional (61%) i el comú passat històric (22%), religió (16%), caràcter i mentalitat (15%) i aparença (11%). L'assimilació cultural vers el rus s'ha accentuat durant el període comunista: el cens del 1926 indicà que el 99% dels maris consideraven el mari com a primera llengua, mentre que el del 1989 ha baixat al 81%. En els darrers anys s'ha mostrat algunes evidències qualitatives per a revertir la tendència.
Durant l'imperi Rus no hi hagué cap suport a la llengua mari, i no hi hagué cap mena d'educació en aquesta llengua llevat d'alguns texts eclesiàstics de l'Església Ortodoxa Russa. Després de la Revolució russa, es produí un període de suport a les cultures minoritàries de l'URSS, però quan Stalin assolí el poder absolut retornà la russificació. Mentre que el desenvolupament de la llengua literària mari continuava, l'educació en mari només era possible a l'escola primària durant el període soviètic i només en escoles rurals en els anys 1970 i 1980. El període de glàsnost i perestroika i els anys 1990 donaren l'oportunitat de renaixement dels esforços per a expandir l'ús del mari en educació i a l'esfera pública. La nova constitució de Mari-El reconeixia el mari com a oficial a la república, juntament amb el rus. Al Departament d'Història i Filologia de la Universitat Estatal Mari i a l'escola de mestres de Ioixkar-Olà, més de la meitat de les classes s'ofereixen en mari.

## Dialectes
Les parles maris es divideixen en tres grups de dialectes:
- Mari oriental, Olik o Lugovie (maris dels pantans), al marge esquerre del Volga a Mari-El, vora la ciutat d'Ufà (Baixkortostan) i a l'óblast de Sverdlovsk.
- Mari occidental, kurku o luornie (maris dels turons), sobretot al marge dret del Volga.
- Mari nord-occidental a l'óblast de Nijni Nóvgorod i l'óblast de Kírov

## Formes normatives
El mari té dues normes lingüístiques: el mari dels pantans (o mari oriental) i el mari dels turons (o mari occidental). Totes dues normatives són considerades oficials a Mari-El, però la segona pràcticament s'utilitza només a la ciutat de Kozmodemiansk i al districte dels Maris del Turons. A Kozmodemiansk, per exemple, la retolació amb els noms dels carrers és bilingüe en rus i mari dels turons, mentre que a Ioixkar-Olà és en rus i mari dels pantans. Malgrat que les descripcions lingüístiques generalment indiquen que les diferències entre els dialectes oriental i occidental són petites, el cens rus de 2020-21 les considera llengües diferents. Segons les seves dades, el nombre de parlants respectius s Rússia és de 15.000 i 260.000.

## Característiques
La parla és força influenciada pel turc des del segle viii, i pel rus des del segle xix, tant en el lèxic com en la morfologia. Es caracteritza per:
- El seu sistema consonàntic inclou fricatives palatalitzades sonores.
- El llenguatge és ric en sistema vocàlic (compta amb 12 vocals diferents).
- Les relacions gramaticals són marcades per sufixos aglutinants.
- La declinació és la més senzilla de les de les parles finoúgriques, ja que només té 13 casos.
- La llengua s'escriu en alfabet ciríl·lic, amb l'afegit de símbols per als fonemes ō, ü, ŋ, ä, i i bĪ, propis del mari.